# Jacques Majorelle
Jacques Majorelle (Nancy, 7 marzo 1886 – Parigi, 14 ottobre 1962) è stato un pittore francese figlio del celebre designer di mobili in stile Liberty, Louis Majorelle.
Studiò all'École des beaux-arts di Nancy nel 1901 e successivamente all'Académie Julian di Parigi con Schommer e Royer. Divenne un noto pittore orientalista, ma è ricordato soprattutto per aver costruito la villa e i giardini che ora portano il suo nome, i Giardini Majorelle a Marrakech in Marocco.

## Biografia

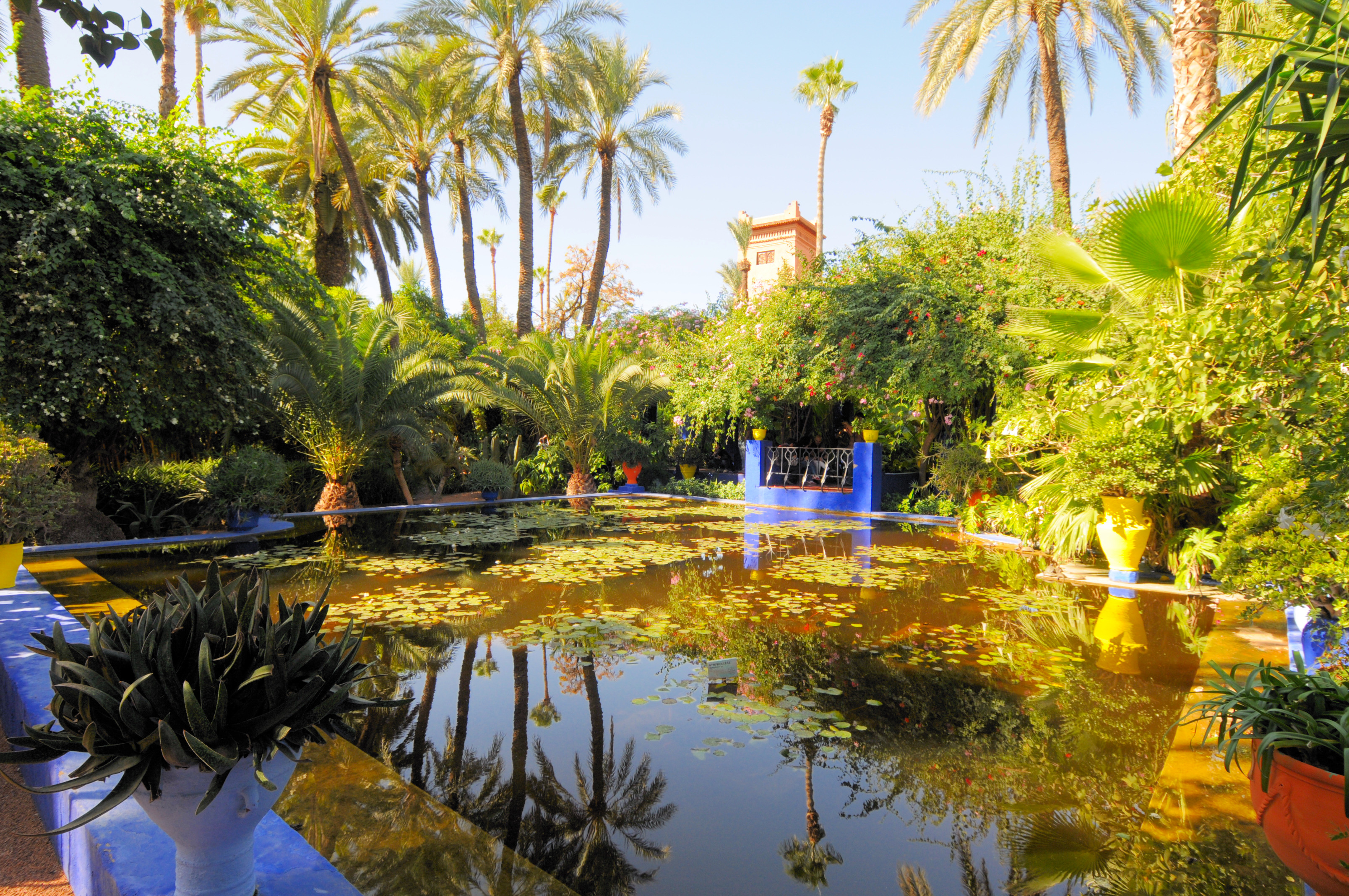
Giardini Majorelle

Jacques Majorelle era nato in Francia. Era il figlio di un celebre designer di mobili, Louis Majorelle. Trascorse l'infanzia tra i disegnatori, gli ebanisti e gli intarsiatori della bottega di suo padre in un'epoca in cui il movimento Art Nouveau era in ascesa. Inizialmente il padre incoraggiò il giovane Jacques a studiare architettura, ma dopo tre anni Jacques decise di dedicarsi alla sua passione, la pittura.
Studiò all'École des beaux-arts di Nancy nel 1901 e successivamente all'Académie Julian di Parigi con Schommer e Royer. Espose per la prima volta al Salon de Beaux Artes nel 1908. Intorno al 1917 si recò in Marocco per riprendersi da problemi cardiaci e dopo un breve periodo trascorso a Casablanca, visitò Marrakech, dove si innamorò dei colori vivaci e della qualità della luce che vi trovò. Inizialmente, utilizzò Marrakech come base per viaggi in Spagna, Italia e altre parti del Nordafrica, compreso l'Egitto. Alla fine, però, si stabilì definitivamente a Marrakech.

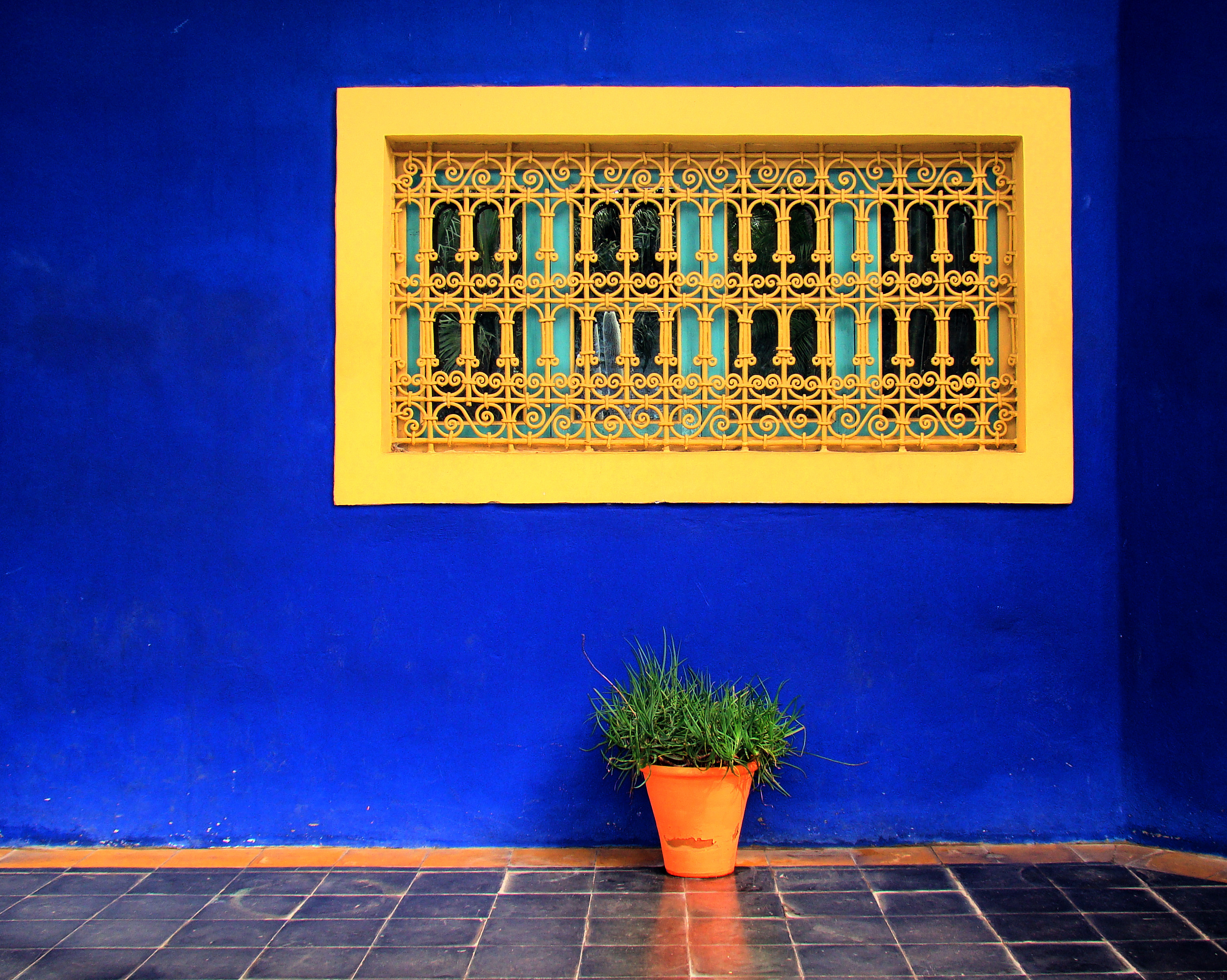
Un esempio di "Blue Majorelle" dalla sua casa nei Giardini Majorelle a Marrakech, in Marocco

Trasse ispirazione per i suoi dipinti dai suoi viaggi e dalla stessa Marrakech. Nelle sue opere sono presenti molte scene di strada, suk e kasbah, nonché ritratti di abitanti locali. Aprì un laboratorio di artigianato a Marrakech e disegnò poster per promuovere i viaggi in Marocco. Il suo lavoro fu profondamente influenzato dai suoi viaggi nel Mediterraneo e nel Nordafrica. Introdusse una visione più colorata, inondata di luce dove il disegno scompare e l'immagine emergee da grandi macchie di colore appiattite. Sembra che avesse scoperto il sole in quei paesi. Il suo stile mostra più libertà e spontaneità.
Nel 1919 sposò Andrée Longueville e la coppia visse in un appartamento vicino a piazza Jemâa el-Fna (allora nel palazzo di Pasha Ben Daoud). Nel 1923 Jacques Majorelle acquistò un terreno di 1,6 ettari, situato al confine di un palmeto a Marrakech e iniziò a piantare un rigoglioso giardino che sarebbe diventato noto come Jardins Majorelle o Giardini Majorelle. Inizialmente costruì una casa in stile marocchino, ma nel 1931 incaricò l'architetto Paul Sinoir di progettare una villa cubista all'interno del giardino. Nel 1937 dipinse la villa in una speciale tonalità di blu, che Majorelle aveva sviluppato ispirandosi alle piastrelle blu prevalenti nel sud del Marocco. Questo colore venne ampiamente utilizzato nella casa e nel giardino di Majorelle e ora porta il suo nome, "blue Majorelle". A poco a poco acquistò ulteriore terreno, estendendo la sua proprietà di quasi 4 ettari. Continuò a lavorare al giardino per quasi quarant'anni e si dice che sia stato il suo lavoro migliore.
La gestione del giardino si rivelò costosa e nel 1947 Majorelle aprì il giardino al pubblico con un biblietto di ammissione progettato per coprire i costi di manutenzione. Vendette la casa e il terreno negli anni 1950, dopodiché il tutto cadde in rovina. Venne riscoperto negli anni 1980 dai designer, Yves Saint Laurent e Pierre Bergé, che si impegnarono a restaurarlo e a salvarlo e quali appassionati collezionisti d'arte iniziarono ad acquisire dipinti di Majorelle. Yves Saint Laurent è morto nel 2008 e le sue ceneri sono state sparse nei giardini.
Majorelle rientrò in Francia per cure mediche nel 1962, a seguito di un incidente d'auto, e morì a Parigi, nello stesso anno per complicazioni dovute alle ferite riportate. È sepolto a Nancy, suo luogo di nascita, insieme al padre.

## Eredità

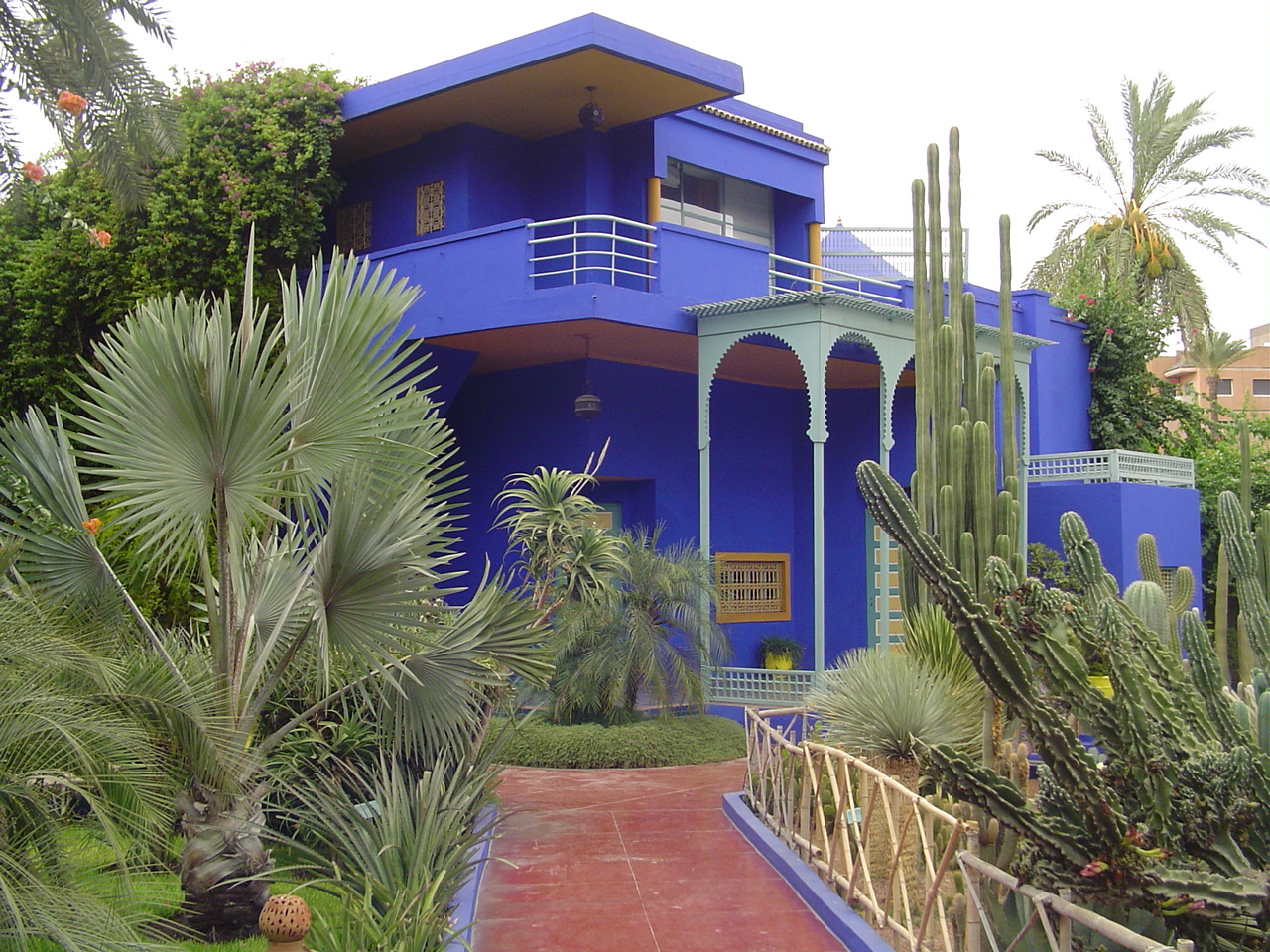
Villa blu d'artista nei Giardini Majorelle

La sua vita e il suo lavoro sono stati oggetto di un libro di F. Marcilhac, La Vie et l'oeuvre de Jacques Majorelle.

## Opere

La Casbah di Tinghir, di Jacques Majorelle, inizio XX secolo

Majorelle è riconosciuto come uno dei primi orientalisti modernisti. Durante la sua vita, molti dei suoi dipinti furono venduti ad acquirenti privati e rimangono in collezioni private. Alcuni dei suoi primi lavori sono esposti nei musei intorno alla sua città natale come il Musee de l'Ecole de Nancy. Esempi del suo lavoro successivo si trovano nell'Hotel Mamounia, a Marrakech, nel Consolato francese di Marrakech e nella Villa dei Giardini Majorelle.

### Selezione di opere
- Souk el Khérais  (Collezione privata Shafik Gabr)
- Souq El Khémis,
- Suk a Marrakech
- Souk Couvert,
- Scène de souk, Marrakech
- Le Marché aux Dattes,
- Kasbah Tagoundaft, 1922
- La Kasbah Rouge
- Le Kasbah dell'Atlante,
- Kasbah Ouarzazate,
- Marchandes de Pastèques et d'Oranges Tanger,
- Effet de Clari-Oscur dans le Souk a Marrakech
- Ait ben Addou, 1929
- Ritratto d'Egitto,
- Danseuses marocaines à Télouet,
- Les Couvertures Noires, Marrakech,
- Dans les Palmeraies,
- Vue des Souk,
- Festa Maroc,
- Un Coin de Souk a Marrakech,
- Place à Marrakech,
- Scène de Village à Marg en Egypte,
- Marché à Macenta, Guinée, 1952
- Il souk di Marrakech, 1957
- Mere et enfant d'Africa Noire